# Крістіан Фрідріх Шван

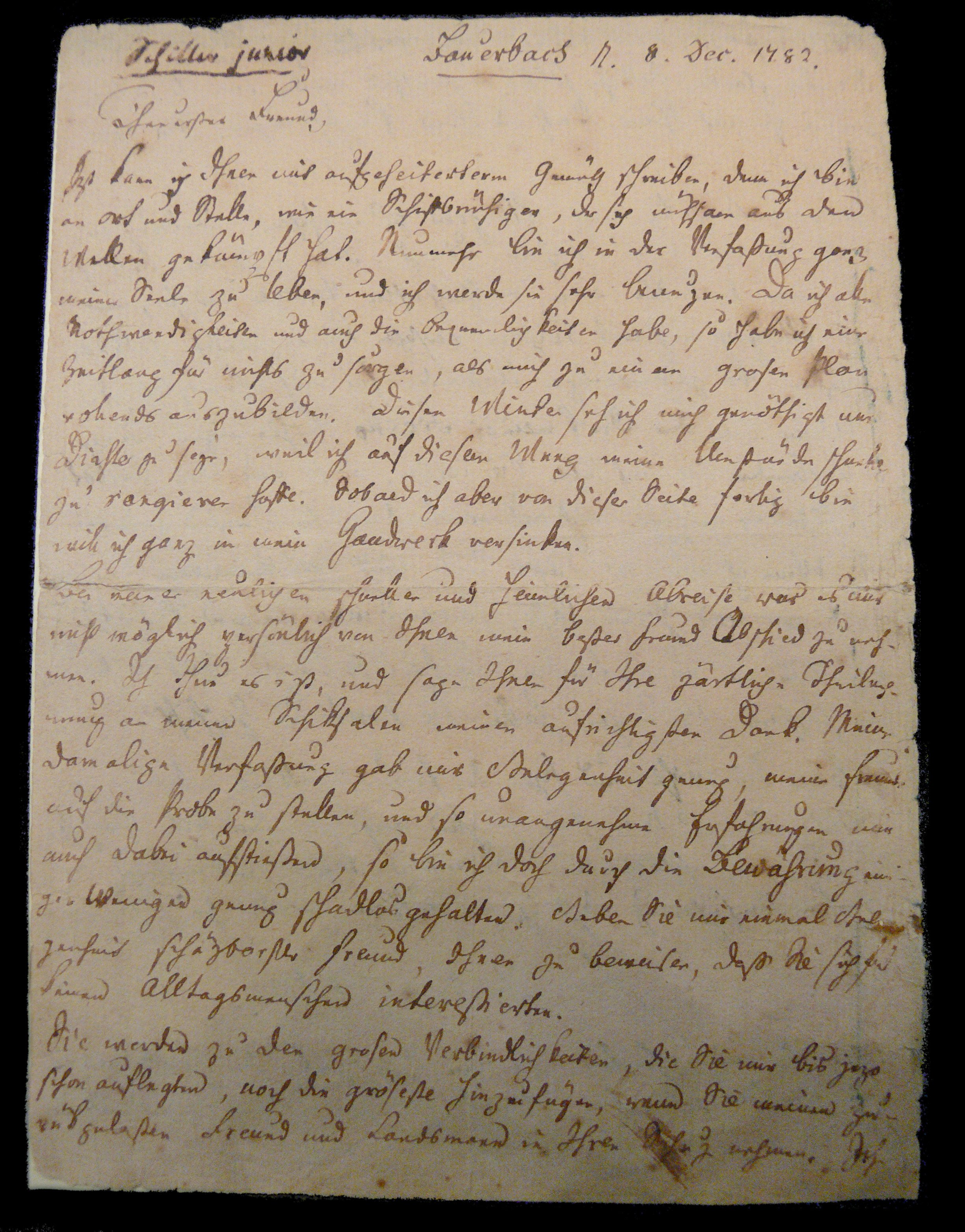
Лист Фрідріха Шіллера Крістіану Фрідріху Швану, датований 8 грудня 1782 року

Крістіан Фрідріх Шван (нім. Christian Friedrich Schwan ; 12 грудня 1733, Пренцлау — 29 червня 1815, Гайдельберг
) — німецький видавець, лексикограф і книгар.

## Біографія
У 1751—1753 роках Шван вивчав теологію в університетах Галле та Єни. У 1762 році служив аудитором у полку принца Георга Гольштейн-Готторпського, потім перебував на службі в прусській армії. Після відряджень до Голландії та Франкфурта Шван одружився в 1765 році з дочкою книгаря майнінгенського двору Еслінгера та успадкував його книгарську справа.
Книгарня і будинок Шванів перетворилися на культурний центр Майнінгена, де збиралися такі видатні особи свого часу, як Лессінг, Гете, Шубарт, Ленц, Віланд, Гердер і Софія фон Ларош. У 1765—1766 роках Шван видавав моралістський тижневик «Невидимий» (нім. Der Unsichtbare), а в 1774—1779 роках — газету «Записна дошка» (нім. Die Schreibtafel). У 1778 році Шван був відзначений званням придворного камерного радника.
Шван був тісно пов'язаний із мангаймським театром. Він рекомендував режисеру фон Дальбергу для постановки п'єсу Шиллера «Розбійники» та випустив у 1782 році його театральну редакцію. У видавництві Швана були також вперше видані такі твори Шіллера, як «Змова Фієско в Генуї» (1783) і «Підступність і кохання» (1784). У 1785 році Шиллер сватався до дочки Швана Анни Маргарети (1766—1796), але отримав від видавця ввічливу відмову.
У 1794 році Шван залишив Мангайм у неспокійні часи після Французької революції та мешкав у різний час у Гайльбронні, Штутгарті та Гейдельберзі. Його шеститомне видання німецько-французького словника вийшло друком у 1782—1798 роках у Мангаймі. Шван також опублікував «Ілюстрації всіх світських і духовних орденів» (Мангайм, 1770) та «Ілюстрації тих орденів, які мають своє власне орденське вбрання» (Мангайм, 1791).

## Словники Швана
- Nouveau dictionnaire de la langue allemande et françoise, 2 Bde . Extrait de son grand dictionnaire, 2 Bde., Ludwigsburg 1799—1800)
- Nouveau dictionnaire de la langue françoise et allemande, 4 Bde. und ein Supplementbd., Mannheim 1787-1789-1791-1793-1798 . Extrait de son grand dictionnaire, 2 Bde., Tübingen 1802—1804)
- Dictionnaire abrégé et portatif allemand-français à l'usage des commençans et des écoles. Suivi d'un petit vocabulaire français-allemand , Маннхайм 1809
- Wörterbuch der deutschen und französischen Sprache nach dem Wörterbuche der französischen Akademie und dem Adelungischen. Französisch-Deutscher Teil 2 Bde., Offenburg/Frankfurt a. M. 1810; Deutsch-Französischer Teil, 2 Bde., Offenburg/Frankfurt a. M. 1811